# Hentai (singolo)
Hentai è un singolo promozionale della cantante spagnola Rosalía, pubblicato il 16 marzo 2022 come estratto dal terzo album in studio Motomami.
Il brano ha ricevuto tre candidature ai Latin Grammy Awards del 2022 nelle sezioni di canzone dell'anno, miglior canzone alternativa e miglior videoclip musicale.

## Antefatti
Un'anteprima del brano era stata diffusa dalla cantante attraverso la piattaforma TikTok alcune settimane prima della sua pubblicazione.

## Descrizione
Dal punto di vista musicale, il brano è una ballata elettronica e industriale accompagnata da un pianoforte. Il testo, con espliciti riferimenti sessuali, è il più controverso dell'album.

## Video musicale
Il video musicale, reso disponibile in concomitanza con l'uscita del brano, è stato prodotto e diretto dal regista Mitch Ryan ed è stato filmato in Ucraina.

## Tracce
Testi di Rosalía Vila, Pharrell Williams e Pilar Vila Tobella, musiche di Rosalía Vila Tobella, Pharrell Williams, Michael Uzowuru, Chad Hugo, Noah Goldstein, Dylan Wiggins, Larry Gold, David Rodríguez e Jacob Sherman.
1. Hentai – 2:42

## Classifiche
| Classifica (2022) | Posizione massima |
| ----------------- | ----------------- |
| Portogallo        | 110               |
| Spagna            | 7                 |